# Пам'ятник М. І. Платову
Пам'ятник Матвію Івановичу Платову ― перший скульптурний пам'ятник міста Новочеркаськ, встановлений на честь прославленого донського отамана, засновника міста, генерала від кавалерії і героя Вітчизняної війни 1812 року Матвія Івановича Платова (1753—1818).

## Історія
Перший пам'ятник Матвію Івановичу Платову був встановлений до сторіччя з дня народження отамана, 9 травня 1853 року, в місті Новочеркаськ, під час правління Миколи I. Пам'ятник був зведений за проектом відомого скульптора П. К. Клодта і архітектора А. В. Іванова. Йому було відведене місце в центрі міста, перед Отаманським палацом в Отаманському сквері.
Для створення пам'ятника Платову в Російській імперії був оголошений збір пожертвувань. У створенні пам'ятника за проектом архітектора А. В. Іванова брали участь відомі скульптори. Відкриття пам'ятника відбулося 9 травня 1853 року в Новочеркаську. Відкриття супроводжувалося за височайшим затвердженим церемоніалом. У Вознесенському соборі міста була звершена урочиста літургія, потім Військовий круг і гості вирушили до пам'ятника. При наближенні процесії до Олександрівської площі був проведений артилерійський салют в 101 залп на честь генеральських перемог.
На Олександрівську площу були винесені військові регалії. Перед відкриттям пам'ятника були здійснені три постріли з гармат. Пам'ятник був відкритий. На постаменті пам'ятника височіла скульптура отамана на весь зріст, в генеральському мундирі. Поверх мундира накинута бурка. У лівій руці Платов тримає пернач, в правій руці — голу шаблю. На п'єдесталі пам'ятника викарбувано напис «Отаману графу Платову за військові подвиги з 1770 по 1816 роки. Вдячні Донці». Пам'ятник оточувала металева огорожа з лабрисами на стовпах. Ажурна металева огорожа була виготовлена на щойно відкритих чавуноливарних майстернях Ф. Х. Фаслера. За огорожею було встановлено гармати.

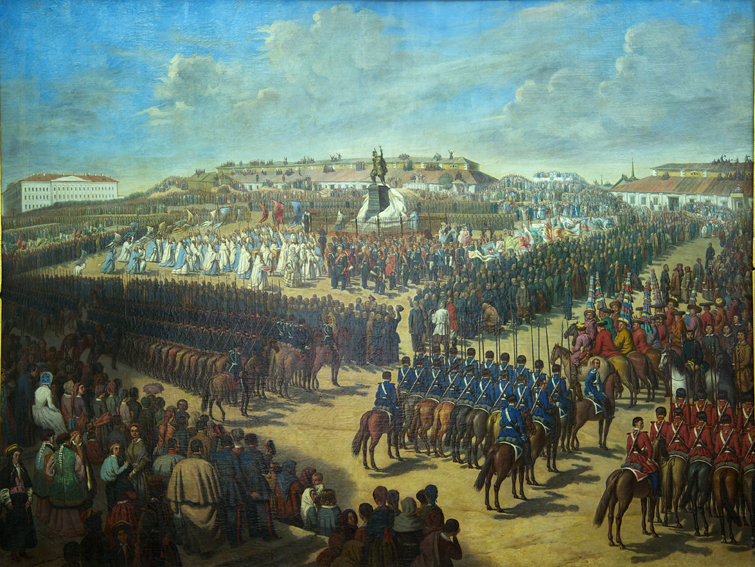
Карл Мазер. Відкриття пам'ятника Платову

Церемонію відкриття пам'ятника отаману Платову відображено на картині шведського художника Карла Мазера «Відкриття пам'ятника Платову».
70 років тому в 1923 році за декретом Раднаркому від 12 квітня 1918 р. «Про зняття пам'ятників, споруджених на честь царів та їхніх слуг, розроблення проектів пам'ятників Російської Соціалістичної Революції», пам'ятник був знесений з початкового постаменту і переданий в Донський музей.
У 1925 році на старому місці на тому ж п'єдесталі був поставлений пам'ятник В. І. Леніну. Пам'ятник Платову протягом п'яти років порошився в музейних фондах, а в 1933 році він був переплавлений на вальниці місцевим заводом імені А. А. Нікольського.
13 березня 1988 року Рада Міністрів РРФСР видала дозвіл на відновлення пам'ятника в Новочеркаську. Московський скульптор Олександр Тарасенко відтворив скульптуру отамана з максимальним наближенням до оригіналу. Автором проекту нового пам'ятника М. І. Платову був також скульптор А. А. Скнарін.
У 1993 році відбулося вторинне відкриття початкового варіанту пам'ятника на тому ж самому місці, на тому ж самому п'єдесталі, але вигляд його, тим не менш, не є повністю автентичним: навколо нього не вистачає металевої огорожі, не встановлені по кутах огорожі гармати зразка війни 1812 року, не відновлений у початковому вигляді фонтан у центрі скверу. Відкриття пам'ятника 16 травня 1993 року стало великим міським святом відродження Донського козацтва.